# Greifswalder Oie

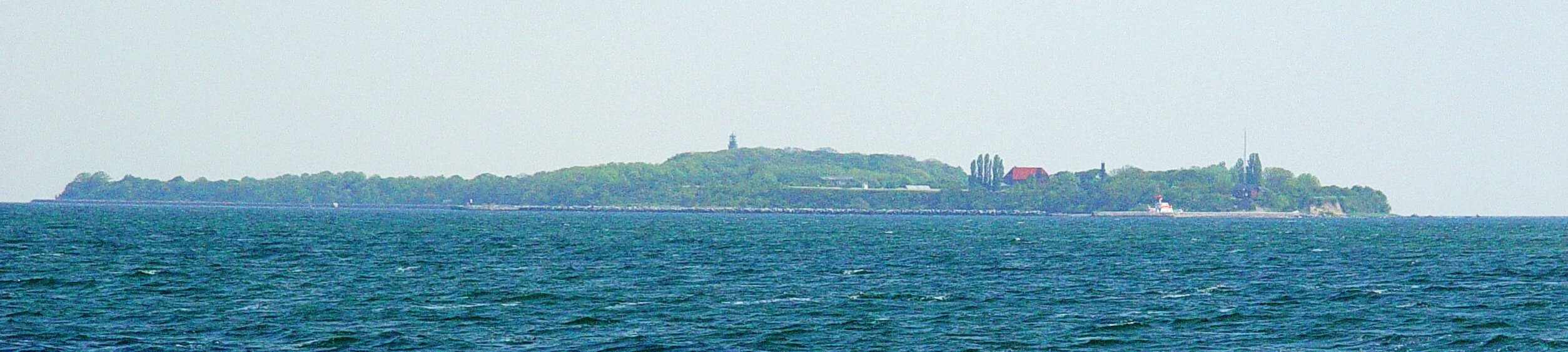
Greifswalder Oie, 2004

Greifswalder Oie (nghĩa đen là "hòn đảo của Greifswald") là một hòn đảo nhỏ ở biển Baltic, nằm ở phía đông Rügen trên bờ biển Đức. Hòn đảo có diện tích khoảng 54 ha.

## Địa lý
Greifswalder Oie dài khoảng 1.550 mét, rộng tối đa 570 mét và, tại các vách đá ở phía đông của nó, cao tối đa 19 mét. Có khoảng 12 km ngoài khơi bờ biển của Usedom và thuộc về hành chính cho thành phố của Kröslin trên đất liền. Trên đảo, với bờ biển dốc nổi bật, là 49 ngọn hải đăng cao mét với một trong những cảnh báo mạnh nhất ở Baltic. Toàn bộ hòn đảo là một khu bảo tồn thiên nhiên.
Nó được hình thành trong kỷ băng hà cuối cùng, sông băng Weichselian, bởi một số lắng đọng băng từ Scandinavia. Trên Oie, có tổng cộng ba giai đoạn lắng đọng khác nhau, do đó những tảng đá có nguồn gốc ở các vùng khác nhau của Scandinavia có thể được tìm thấy trên đảo.

## Lịch sử
Khoảng năm 1929, Johannas Winkler đã thử nghiệm các tên lửa metan LOX nhỏ ngoài khơi đảo Greifawalder. (tham khảo. "Vươn tới những vì sao", Erik Bergaust, Doubleday). Hòn đảo là một không gian quân sự bị hạn chế từ năm 1936 đến năm 1991, đầu tiên dưới sự kiểm soát của Đức Quốc xã và sau đó là Cộng hòa Dân chủ Đức (Đông Đức). Từ năm 1937 đến năm 1945, nhiều tên lửa đã được phóng từ Greifswalder Oie. Trong một chiến dịch được chỉ định là <i id="mwIA">Ngọn hải đăng</i>, Wernher von Braun đã giám sát các nỗ lực phóng tên lửa A3 vào tháng 12 năm 1937, mỗi lần đều thất bại. Giữa năm 1938 và 1942, hòn đảo là nơi cho các vụ phóng tên lửa A5 gần như thành công. Ngoài ra, hai mươi tám tên lửa A4/V2 đã được phóng thẳng đứng từ Greifswalder Oie trong khoảng thời gian 1943-1945. Những vụ phóng này được thực hiện để quan sát sự bắn lại của tên lửa vào bầu khí quyển.

## Tình trạng hiện tại
Vào những năm 2000, hòn đảo này là khu bảo tồn chim biển không có người ở, tiết kiệm cho một người đàn ông làm việc trong nhà ánh sáng, quản lý bến cảng du thuyền khẩn cấp nhỏ (độ sâu khoảng 1,6m/ 6 ft), và tạo ra các vật thể nghệ thuật ngoài trời mà anh ta rải rác dọc theo một con đường vòng quanh đảo. Có một dịch vụ phà không thường xuyên từ Peenemünde và Karlshagen.